# کتاب‌شناسی میرزا غلام احمد

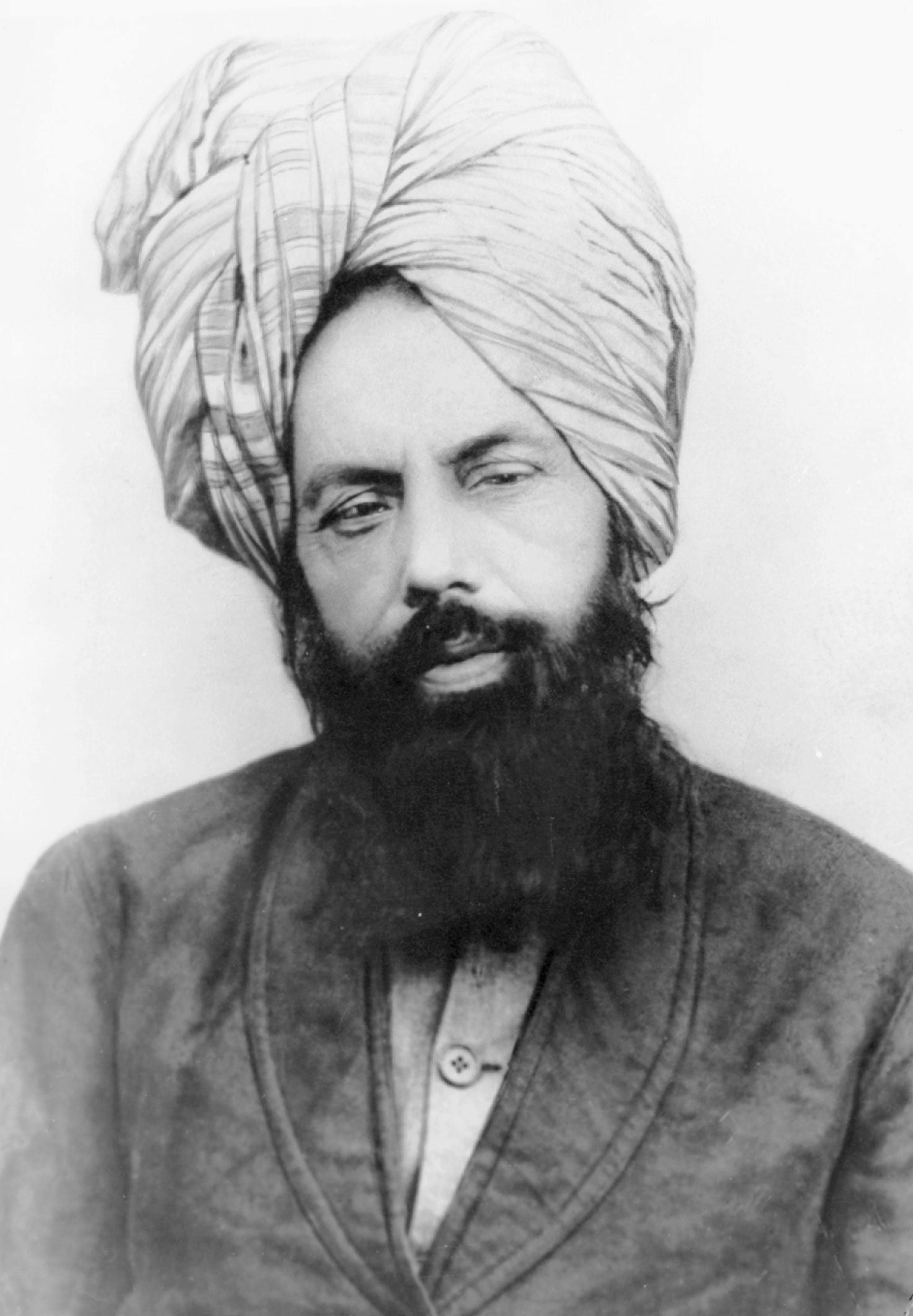
میرزا غلام احمد، موسس احمدیه.

کتاب‌شناسی میرزا غلام احمد (انگلیسی: Mirza Ghulam Ahmad bibliography)، میرزا غلام احمد (زادهٔ ۱۳ فوریه ۱۸۳۵-درگذشت ۲۶ مهٔ ۱۹۰۸) یک شخصیت مذهبی هندی و موسس جامعه مسلمانان احمدیه بود. او مدعی بود تجدید کننده دین (اصلاحگر الهی) قرن ۱۴ اسلامی، مسیحای موعود (ظهور دوم مسیح) و امام مهدی است که مسلمانان در آخرالزمان انتظارش را می‌کشیدند. او اظهار کرد که در حقیقت، عیسی مسیح از مصلوب شدن جان سالم به در برد و بعد از اینکه به کشمیر مهاجرت کرد و در شکل عیسی نمایان شد، بعد به صورت مرگ طبیعی درگذشت.
میرزا غلام احمد به خاطر پدیدآوردن تعداد زیادی آثار و نوشته جات معروف است. او بیش از نود کتاب نوشت که بیشتر آنها شامل صدها صفحه بود. نوشته‌های او اغلب دارای نثر و شعر به سه زبان اردو، عربی و فارسی بود، هر چند در بین این سه زبان نوشته جات به زبان اردو حجم بیشتری را در بر می‌گرفت.